# Lonžování

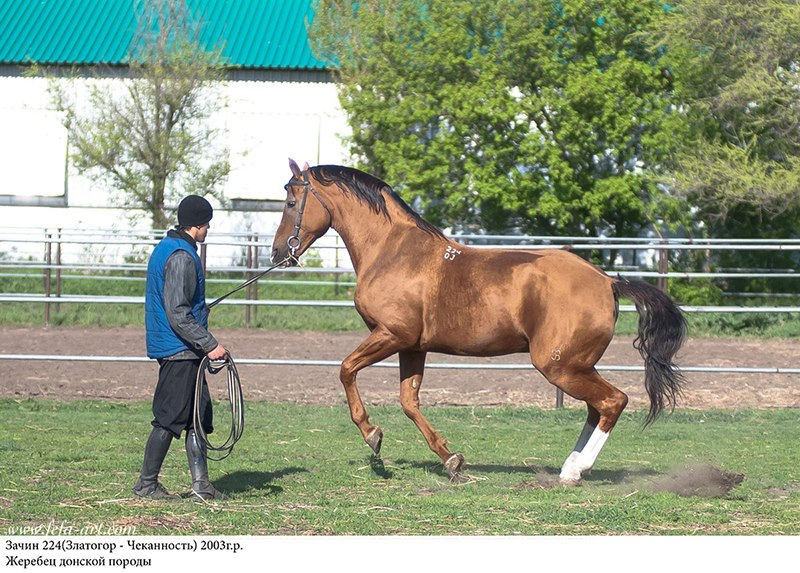
Lonžování koně

Lonžování je jedním ze způsobů výcviku koně, kdy je kůň veden na kruhu pomocí dlouhé opratě (lonže). Zpravidla se jím výcvik koně začíná. Výhodou lonžování je, že si kůň takto zvyká reagovat na pomůcky a hlasové povely. Teprve když se kůň pohybuje na lonži jistě a jde dobře dopředu, lze ho zvykat na udidlo. Na lonži se také kůň poprvé seznamuje s jezdeckým sedlem. Při prvním nasedání se nesmí příliš utáhnout podbřišník. Sedlo se však nesmí obrátit, a proto se zpevňuje pomocí poprsního řemene. Aby se kůň naučil chodit na lonži, je k tomu potřeba druhá osoba, která koně zpočátku vede na obvodu kruhu a naučí jej reagovat na hlasové povely.